# 霍賈雷區
霍賈雷區是阿塞拜疆的一個區，位於該國西部，首府霍賈雷。